# Никоя (залив)
Никоя (исп. Nicoya) — залив в восточной части Тихого океана, омывает западный берег Коста-Рики, в провинциях Пунтаренас и Гуанакасте, отделяет полуостров Никоя от материковой части Коста-Рики. В восточной части залива на косе находится порт Пунтаренас. Наиболее крупные реки: Темписке, Рио-Бебедеро, Рио-Гранде. В заливе много островов: Чира, Сан-Лукас, Берругате, Тортугас, Ислас-Негритос и другие.
По версии историка Овьедо-и-Вальдеса, залив и полуостров Никоя европейцами были открыты в 1518 году экспедицией Гаспара Эспиносы.